# A. E. Martin
Pour les articles homonymes, voir Martin.
A. E. Martin, né Archibald Edward Martin, en 1885 à Adélaïde en Australie-Méridionale et mort en 1955, est un écrivain australien, auteur de roman policier.

## Biographie
Après de nombreux métiers (éditeur d'un hebdomadaire, directeur de cinéma puis de cirque, directeur de publicité d'une entreprise de tournées théâtrales, imprésario) qu'il effectue pour certains dans diverses villes d'Europe, il s'installe en Australie comme directeur d'une agence de voyages.
En 1944, il publie son premier roman, Sinners Never Die. Suit la même année L'assassin fait la foire (Common People), un « récit aux personnages pittoresques », dont deux inspecteurs de police : Porke, très brutal, et Linley, plus sympathique. On les retrouve en 1953 dans On n'est pas à la noce (The Chinese Bed Murders). Il est également auteur de plusieurs nouvelles dont en 1948 La Feuille magique (The Power of the Leaf) dans laquelle un aborigène mène une enquête en 1847.

## Œuvre

### Romans
- Sinners Never Die (1944)
- The Misplaced Corpse (1944)
- Common People (1944) (autre titre The Outsiders) Publié en français sous le titre L'assassin fait la foire, Paris, Presses de la Cité, coll. « Un mystère » 1re série no 218 (1955)
- Death in the Limelight (1946)
- The Curious Crime (1952)
- The Chinese Bed Murders (1953) (autre titre The Bridal Bed Murders) Publié en français sous le titre On n'est pas à la noce, Paris, Presses de la Cité, coll. « Un mystère » 1re série no 237 (1955)
- The Hive of Glass (1962) (publication posthume)

### Nouvelles
- Callaghan’s Miracle (1946)
- The Flying Corpse (1947) Publié en français sous le titre Le Mort tombé du ciel, Paris, Éditions Opta, Mystère magazine no 39 (avril 1951)
- The Scarecrow Murders (1948)
- The Power of the Leaf (1948) Publié en français sous le titre La Feuille magique, Éditions Opta, Mystère magazine no 61 (février 1953)

## Sources
: document utilisé comme source pour la rédaction de cet article.
- Claude Mesplède (dir.), Dictionnaire des littératures policières, vol. 2 : J - Z, Nantes, Joseph K, coll. « Temps noir », 2007, 1086 p. (ISBN 978-2-910-68645-1, OCLC 315873361), p. 316.